# Tim Allen
Timothy Alan Dick (Denver, Colorado; 13 de junio de 1953), conocido profesionalmente como Tim Allen, es un actor, cómico y escritor estadounidense. Es conocido por su papel en la serie de televisión Home Improvement y por sus papeles protagonistas en varias películas populares, como la serie de películas de Toy Story (como la voz de Buzz Lightyear), las películas de The Santa Clause y Héroes fuera de órbita. Desde 2011, ha protagonizado la sitcom de la ABC Uno para todas en el papel de Mike Baxter.  
En 1995, ganó el premio Globo de Oro en la categoría: Mejor actor de serie de TV - Comedia o musical.

## Biografía
Allen nació en el seno de una familia de ocho hijos. Su padre, Gerald Dick, era un vendedor inmobiliario, y murió trágicamente en un accidente automovilístico. Su madre era Martha Katherine Fox. Estudió en la Universidad de Western Michigan, donde obtuvo el título de Producción Audiovisual.
En su juventud, Allen llegó a estar encarcelado durante dos años por un delito relacionado con las drogas (traficar con medio kilo de cocaína). En 1980 actuó en un pequeño teatro de Detroit que le permitió atravesar Estados Unidos de sala en sala durante 10 años. El debut de Allen en el cine se produjo en 1994 con The Santa Clause que resultó ser la comedia más taquillera de ese año.

## Carrera

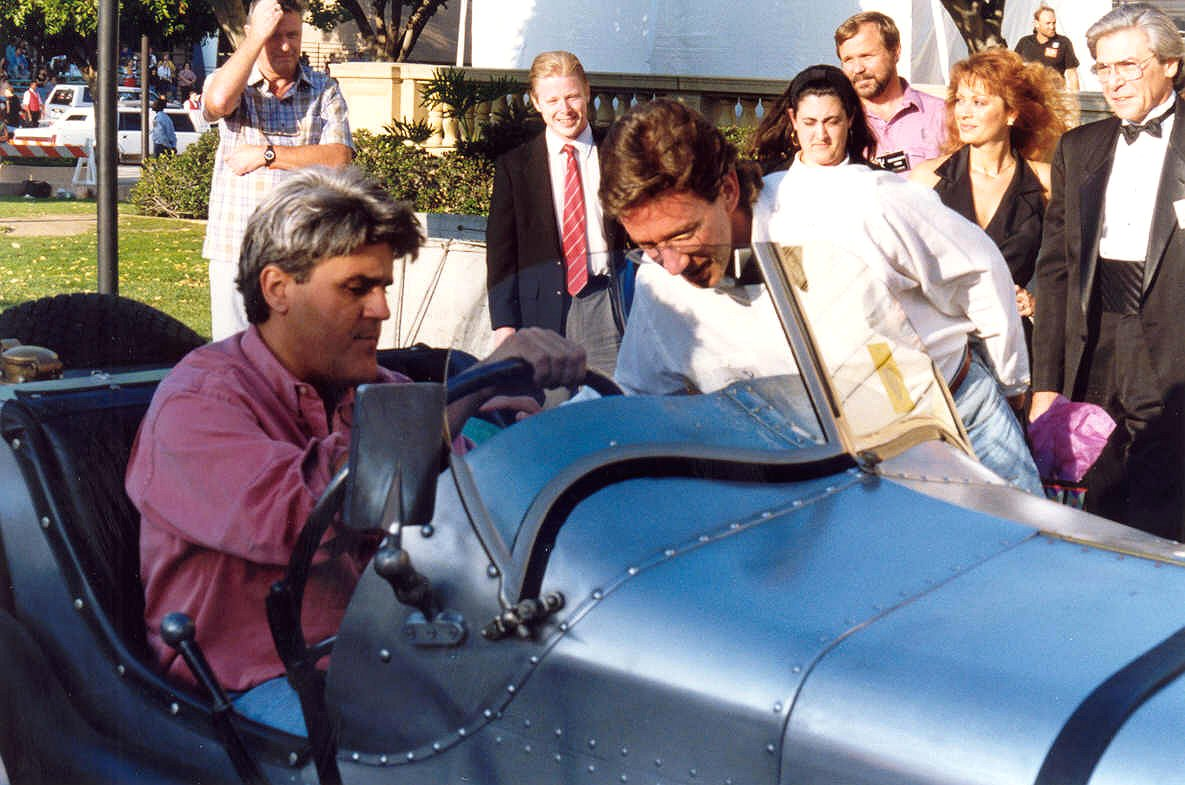
Tim Allen con Jay Leno en la #45 ceremonia de entrega de los Premios Emmy.

En 1990, gracias a un papel estelar en la serie Home Improvement, conquistó la gloria. Se convirtió en una cara habitual de las series familiares con humor y durante la temporada final llegó a cobrar 1,25 millones de dólares siendo, junto con los actores de Friends, el actor que más cobraba. Su éxito continuó con comedias familiares como Un nativo en Nueva York. También ha participado en películas como  Una Navidad de locos, For Richer or Poorer, Jungle 2 Jungle y  Wild Hogs donde comparte escenarios con John Travolta y Martin Lawrence entre otros. También se convirtió en la voz de Buzz Lightyear en la tetralogía de Toy Story.
Por otro lado, ha escrito dos libros que han sido sendos best-sellers: Don't stand too close to a naked man y I'm not really here.
Protagonizó la serie Uno para todas entre 2011 y 2021.
En 2018, nuevamente presta su voz para Buzz Lightyear en la película Ralph Breaks the Internet, de Walt Disney Animation Studios, como un cameo para la película.
En 2021 estrenó "Duelo de Manitas", programa de TV conducido por Richard Karn y él. En España el programa puede verse por el canal Decasa. A Tim Allen en la versión española le dobla Pep Antón Muñoz y a Richard Karn le dobla Manuel Bellido.

## Vida personal

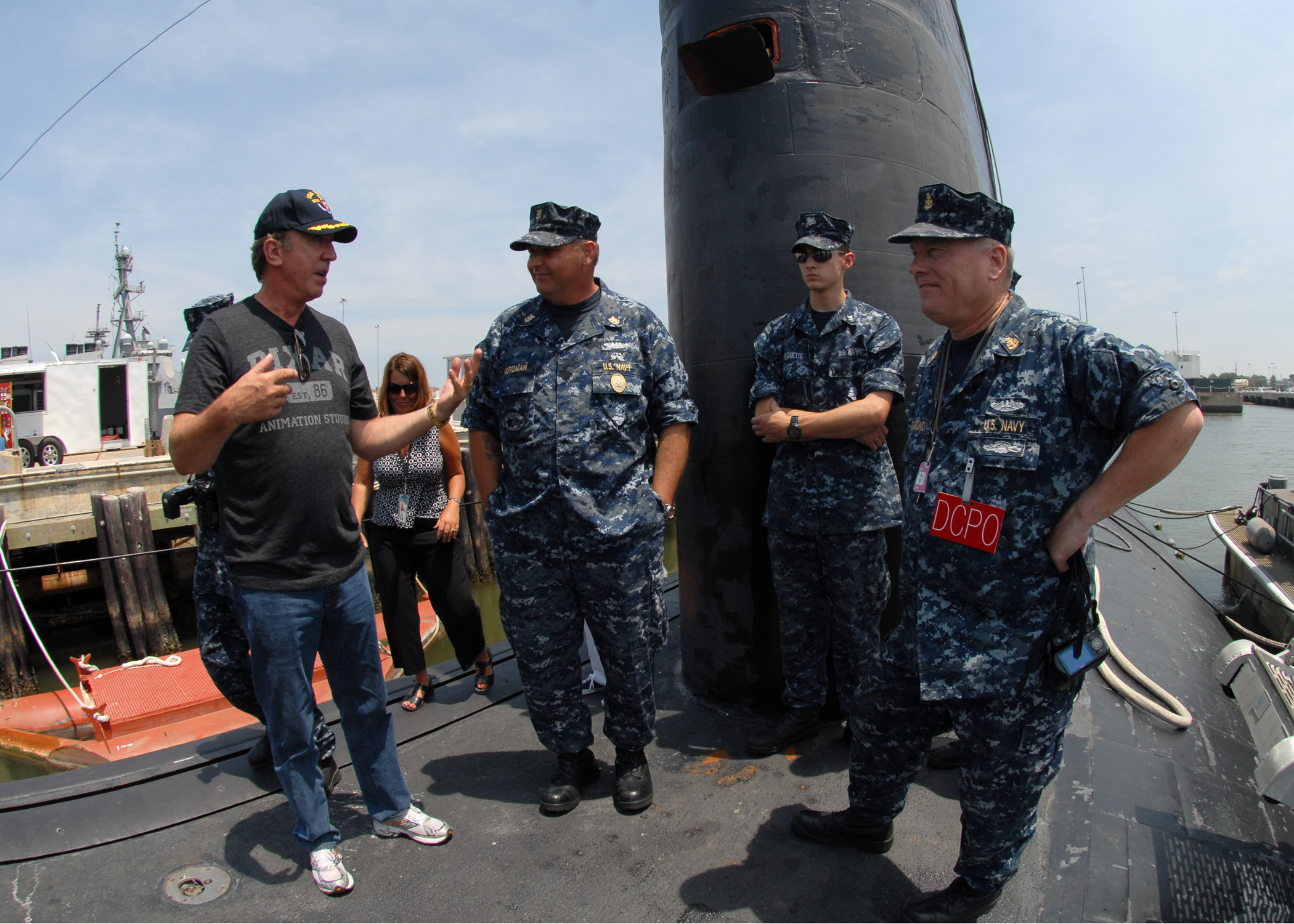
Allen con marines de la Armada de los Estados Unidos a bordo del submarino USS Scranton (SSN 756) el 22 de julio de 2010.

El 2 de octubre de 1978 fue detenido en el Aeropuerto Internacional de Kalamazoo-Battle Creek, en Míchigan, por posesión de más de 650 gramos (1,43 libras) de cocaína. Posteriormente se le declaró culpable por tráfico de drogas. Sin embargo, proporcionó nombres de otros distribuidores, a cambio de una pena de tres a siete años en lugar de una posible cadena perpetua. Salió en libertad condicional el 12 de junio de 1981, después de cumplir 2 años y 4 meses de prisión. Allen tenía el número de preso #04276-040.
Estuvo casado con Laura Diebel desde el 7 de abril de 1984, hasta que se separaron legalmente en 1999. Su divorcio finalizó en 2003. Ambos tienen una hija, Katherine, nacida en 1989. 
En 1998, fue arrestado por conducir ebrio en Birmingham, Míchigan y se registró que tenía un contenido de alcohol en la sangre del 0,15. Fue condenado a un año de prisión con libertad condicional. Entró en una clínica de rehabilitación como parte de su obligación judicial.
Allen se casó con la actriz Jane Hajduk (con quien había salido durante cinco años) el 7 de octubre de 2006, en una pequeña ceremonia privada en Grand Lake, Colorado.
El 5 de enero de 2009, se anunció que él y Hajduk estaban esperando su primer hijo juntos. En marzo de 2009 nació su hija, Elizabeth.
A mediados del año 2018, Tim Allen dijo que entregaba su corazón a Cristo, lo que afirma que él es cristiano.

## Filmografía

### Películas
| Año  | Título                                                | Rol                                | Notas                            |
| ---- | ----------------------------------------------------- | ---------------------------------- | -------------------------------- |
| 1988 | Tropical Snow                                         | Mozo de equipajes                  | Debut                            |
| 1994 | The Santa Clause                                      | Scott Calvin/Santa Claus           |                                  |
| 1995 | Toy Story                                             | Buzz Lightyear                     | Voz                              |
| 1997 | Jungle 2 Jungle                                       | Michael Cromwell                   |                                  |
| 1997 | For Richer or Poorer                                  | Brad Sexton                        |                                  |
| 1999 | Toy Story 2                                           | Buzz Lightyear                     | Voz                              |
| 1999 | Galaxy Quest                                          | Jason Nesmith                      |                                  |
| 2000 | Buzz Lightyear, Comando Estelar: La aventura comienza | Buzz Lightyear                     | Voz                              |
| 2001 | Who Is Cletis Tout?                                   | Jim                                |                                  |
| 2001 | Joe Somebody                                          | Joe Scheffer                       |                                  |
| 2002 | Big Trouble                                           | Eliot Arnold                       |                                  |
| 2002 | The Santa Clause 2                                    | Santa Claus/Scott Calvin/Toy Santa |                                  |
| 2003 | Top Speed                                             | Narrador                           |                                  |
| 2004 | Una Navidad de locos                                  | Luther Krank                       |                                  |
| 2006 | Cars                                                  | Coche de Buzz Lightyear            | Voz                              |
| 2006 | The Shaggy Dog                                        | Dave Douglas                       |                                  |
| 2006 | Zoom                                                  | Jack Shepard/Capitán Zoom          |                                  |
| 2006 | The Santa Clause 3: The Escape Clause                 | Santa Claus/Scott Calvin           |                                  |
| 2006 | Flushed Away                                          | Transeúnte                         | Voz                              |
| 2007 | Happily N'Ever After                                  | Príncipe                           | Voz                              |
| 2007 | Wild Hogs                                             | Doug Madsen                        |                                  |
| 2008 | Redbelt                                               | Chet Frank                         |                                  |
| 2009 | The Six Wives of Henry Lefay                          | Henry Lefay                        |                                  |
| 2010 | Crazy on the Outside                                  | Tommy Zelda                        | También director                 |
| 2010 | Toy Story 3                                           | Buzz Lightyear                     | Voz                              |
| 2010 | I Am Comic                                            |                                    |                                  |
| 2011 | Vacaciones en Hawaii                                  | Buzz Lightyear                     | Voz                              |
| 2013 | 3 Geezers!                                            | Tim                                |                                  |
| 2013 | Toy Story of Terror!                                  | Buzz Lightyear                     | Voz                              |
| 2017 | El Camino Christmas                                   | Larry Michael Roth                 | Voz                              |
| 2018 | Marcianos vs. mexicanos                               | El General                         | Película mexicana, voz en inglés |
| 2018 | Ralph Breaks the Internet                             | Buzz Lightyear                     | Voz, cameo                       |
| 2019 | Toy Story 4                                           | Buzz Lightyear                     | Voz                              |

### Televisión
| Año       | Título                             | Rol                  | Notas               |
| --------- | ---------------------------------- | -------------------- | ------------------- |
| 1991–1999 | Home Improvement                   | Tim Taylor           | Productor ejecutivo |
| 2010–2012 | Kick Buttowski: Suburban Daredevil |                      | Productor           |
| 2011–2021 | Last Man Standing                  | Mike Baxter          | Productor ejecutivo |
| 2021      | Duelo de manitas                   | Tim Allen-Tim Taylor |                     |
| 2022–2023 | The Santa Clauses                  | Scot Calvin          |                     |
| 2025      | Shifting Gears                     | Matt                 |                     |

## Premios

### Premios Globo de Oro[25]
| Año  | Categoría                                      | Película         | Resultado |
| ---- | ---------------------------------------------- | ---------------- | --------- |
| 1997 | Mejor actor de serie de TV - Comedia o musical | Home Improvement | Nominado  |
| 1996 | Mejor actor de serie de TV - Comedia o musical | Home Improvement | Nominado  |
| 1995 | Mejor actor de serie de TV - Comedia o musical | Home Improvement | Ganador   |
| 1994 | Mejor actor de serie de TV - Comedia o musical | Home Improvement | Nominado  |
| 1993 | Mejor actor de serie de TV - Comedia o musical | Home Improvement | Nominado  |

### Premios Emmy[26]
| Año  | Categoría                      | Película         | Resultado |
| ---- | ------------------------------ | ---------------- | --------- |
| 1993 | Mejor actor - Serie de comedia | Home Improvement | Nominado  |

### Premios Annie
| Año  | Categoría                     | Película    | Resultado |
| ---- | ----------------------------- | ----------- | --------- |
| 1999 | Mejor voz en un filme animado | Toy Story 2 | Ganador   |

### Premios Satellite
| Año  | Categoría                       | Película         | Resultado |
| ---- | ------------------------------- | ---------------- | --------- |
| 1997 | Mejor actor - Musical o Comedia | Home Improvement | Nominado  |

### Premios Razzie
| Año  | Categoría                                  | Película                              | Resultado |
| ---- | ------------------------------------------ | ------------------------------------- | --------- |
| 2007 | Peor actor                                 | The Santa Clause 3: The Escape Clause | Nominado  |
| 2007 | Peor actor                                 | The Shaggy Dog                        | Nominado  |
| 2007 | Peor actor                                 | Zoom                                  | Nominado  |
| 2007 | Peor remake o secuela                      | The Shaggy Dog                        | Nominado  |
| 2007 | Peor pareja en pantalla (con Martin Short) | The Santa Clause 3: The Escape Clause | Nominados |